# Síndrome de Peutz-Jeghers
La síndrome de Peutz-Jeghers (SPJ) és un trastorn genètic autosòmic dominant caracteritzat pel desenvolupament de pòlips hamartomatosos benignes al tracte gastrointestinal i màcules hiperpigmentades als llavis i la mucosa oral (melanosi). Aquesta síndrome es pot classificar com una de les diverses síndromes de poliposi intestinal hereditària i una de les diverses síndromes de poliposi hamartomatosa. Té una incidència d'aproximadament 1 de cada 25.000 a 300.000 naixements.